# Теліжинці (Хмельницький район)
Телíжинці — село в Україні, у Старосинявській селищній громаді Хмельницького району Хмельницької області.

## Історія

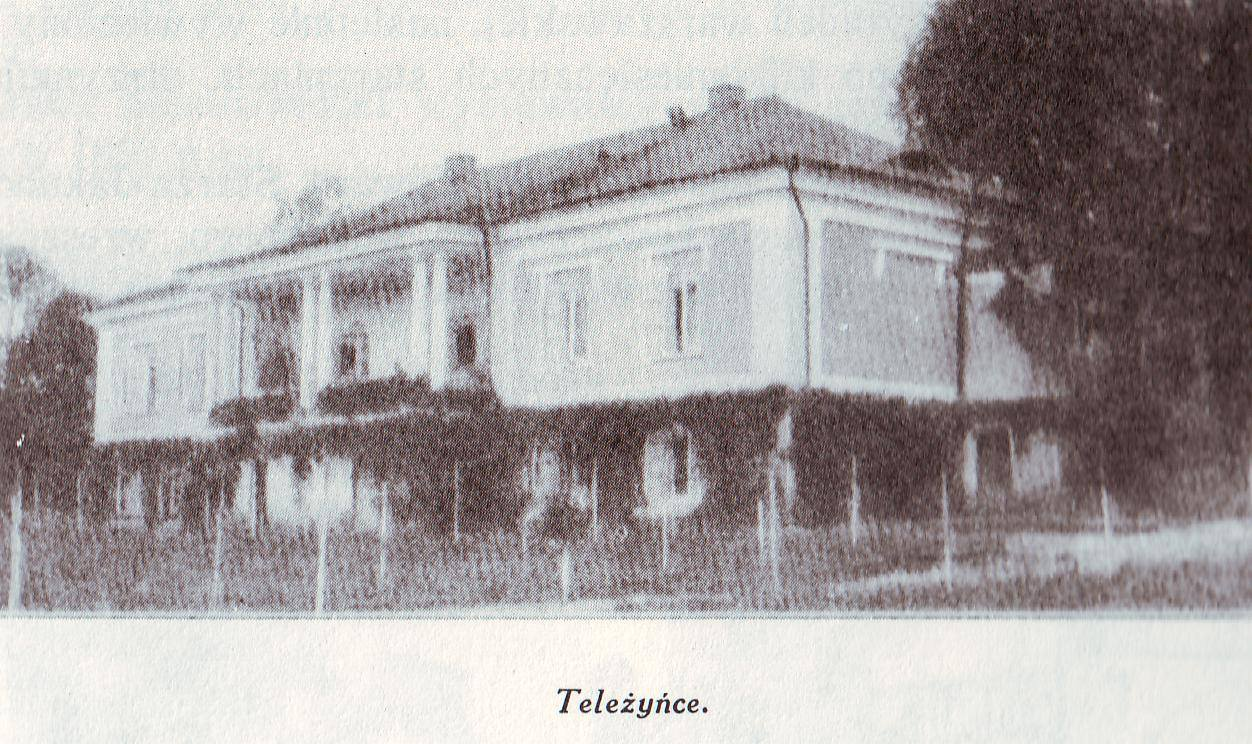
Палац Теліжинці

7 (20) листопада 1917 року, відповідно до Третього Універсалу Української Центральної Ради, увійшло до складу Української Народної Республіки.
З 1991 року в складі незалежної України.
8 жовтня 2017 року в Телíжинцях звершено освячення новозбудованого храму УПЦ КП на честь апостола і євангелиста Іоана Богослова.
12 червня 2020 року, відповідно до розпорядження Кабінету Міністрів України № 727-р «Про визначення адміністративних центрів та затвердження територій територіальних громад Хмельницької області», увійшло до складу Старосинявської селищної громади.
19 липня 2020 року, в результаті адміністративно-територіальної реформи та ліквідації Старосинявського району, село увійшло до складу новоутвореного Хмельницького району.

## Населення
Населення становить близько 230 осіб.

### Мова
Розподіл населення за рідною мовою за даними перепису 2001 року:
| Мова       | Кількість | Відсоток |
| ---------- | --------- | -------- |
| українська | 229       | 99.57%   |
| російська  | 1         | 0.43%    |
| Усього     | 230       | 100%     |

## Відомі люди
- Дідук Єва Петрівна — ланкова буряківничої ланки. Народилась 1900 року в селі Теліжинці. Герой Соціалістичної Праці. Депутат Верховної Ради УРСР двох скликань. Нагороджена 6-ма золотими і срібними медалями ВДНГ. Її ланка понад 30 років поспіль вирощувала по 500 центнерів цукрових буряків. Є. П. Дідух брала участь у виставках досягнень сільського господарства. Померла 1964 року. Похована на сільському кладовищі.
- Купчишин Володимир Маркович — український художник декоративно-прикладного мистецтва. Народився 1 лютого 1941 року. 1971 року закінчив Львівський державний інститут прикладного й декоративного мистецтва, відділення інтер'єру та обладнання. Направлений на роботу у волинські художньо-виробничі майстерні (м. Луцьк). Далі працював на Вінниччині. У вінницькій художньо-виробничій майстерні (зараз — художній комбінат) активно прилучився до мистецької діяльності. В. М. Купчишин — учасник обласних виставок у місті Луцьк (з 1971 р.), у місті Рівне (з 1973 р.) та у Вінниці (з 1975 р.), а також республіканських виставок декоративно-прикладного мистецтва. Працює в галузі монументально-декоративного мистецтва (графіка, вітраж і різьба по дереві). Твори — переважно настінні декоративні пласти різних розмірів, виконані технікою контррельєфного виїмкового різьблення: композиції на теми жанрових сценок, орнаментально-рослинні. Найбільш відомі твори: «Дума про хліб» (1976), «Муза» (1977), «Пори року» (1987), «Дударик» (1996), «Ритми» (1998), «Козацька дума». Деякі роботи зберігаються у приватних колекціях в Україні, США та Німеччині. В. М. Купчишин входить до Національної спілки художників України (з 1995 року). Мешкає та працює у Вінниці.
- Сердунич Любов Андріївна — українська письменниця,  член НСПУ, НСЖУ, НСКУ, АДГУ, голова декількох громадських і творчих організацій: районного відділення Всеукраїнського об'єднання ветеранів та РО Всеукраїнського товариства «Просвіта» ім. Т. Г. Шевченка. 1995 року заснувала й очолює районну дитячу літературну студію «Муза Надіквиння» та 1998 року — районне літературне об'єднання «Джерелинка». Член Хмельницької літспілки «Поділля», Хмільницького літературно-мистецького клубу «Золота троянда» (віце-президент із питань української духовности та культури; Вінниччина), Київського літоб'єднання «Радосинь», Всеукраїнської творчої спілки «Літературний форум», Всеукраїнської творчої спілки «Конгрес літераторів України», інших творчих гуртів.
- Симашкевич Володимир Миколайович (1907—1976) — український живописець.

## Галерея

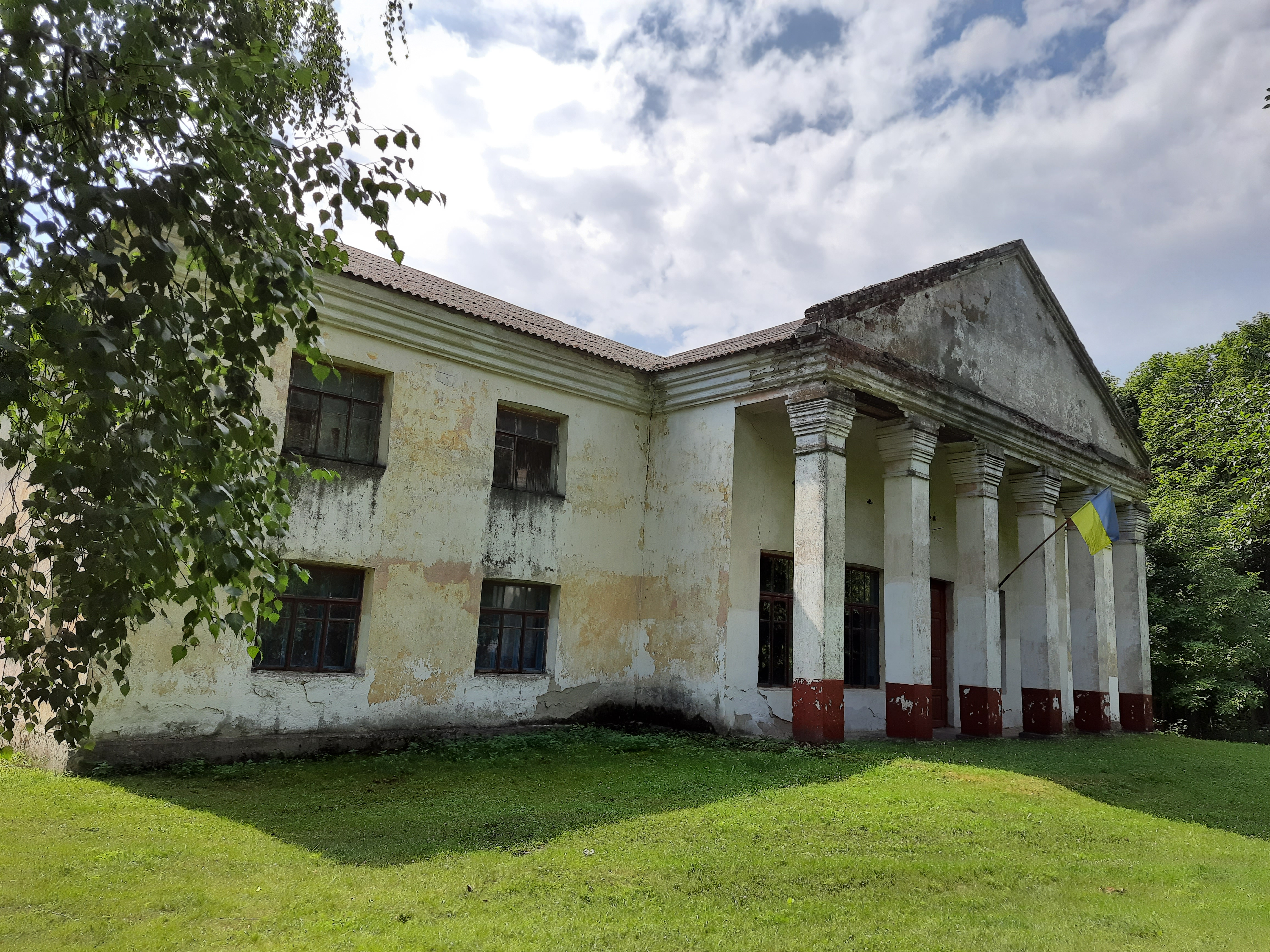
Будинок культури
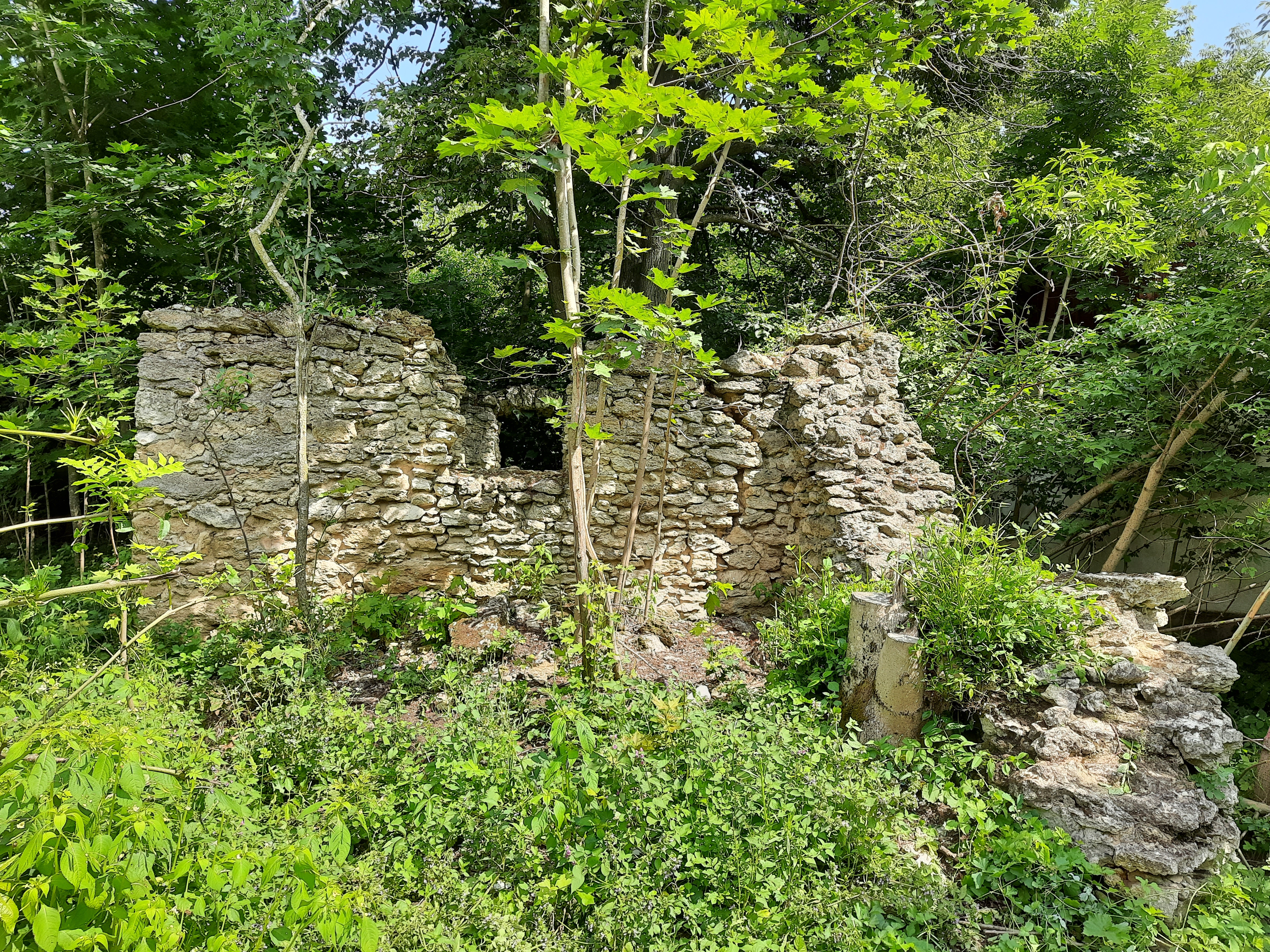
Руїни старої каплички
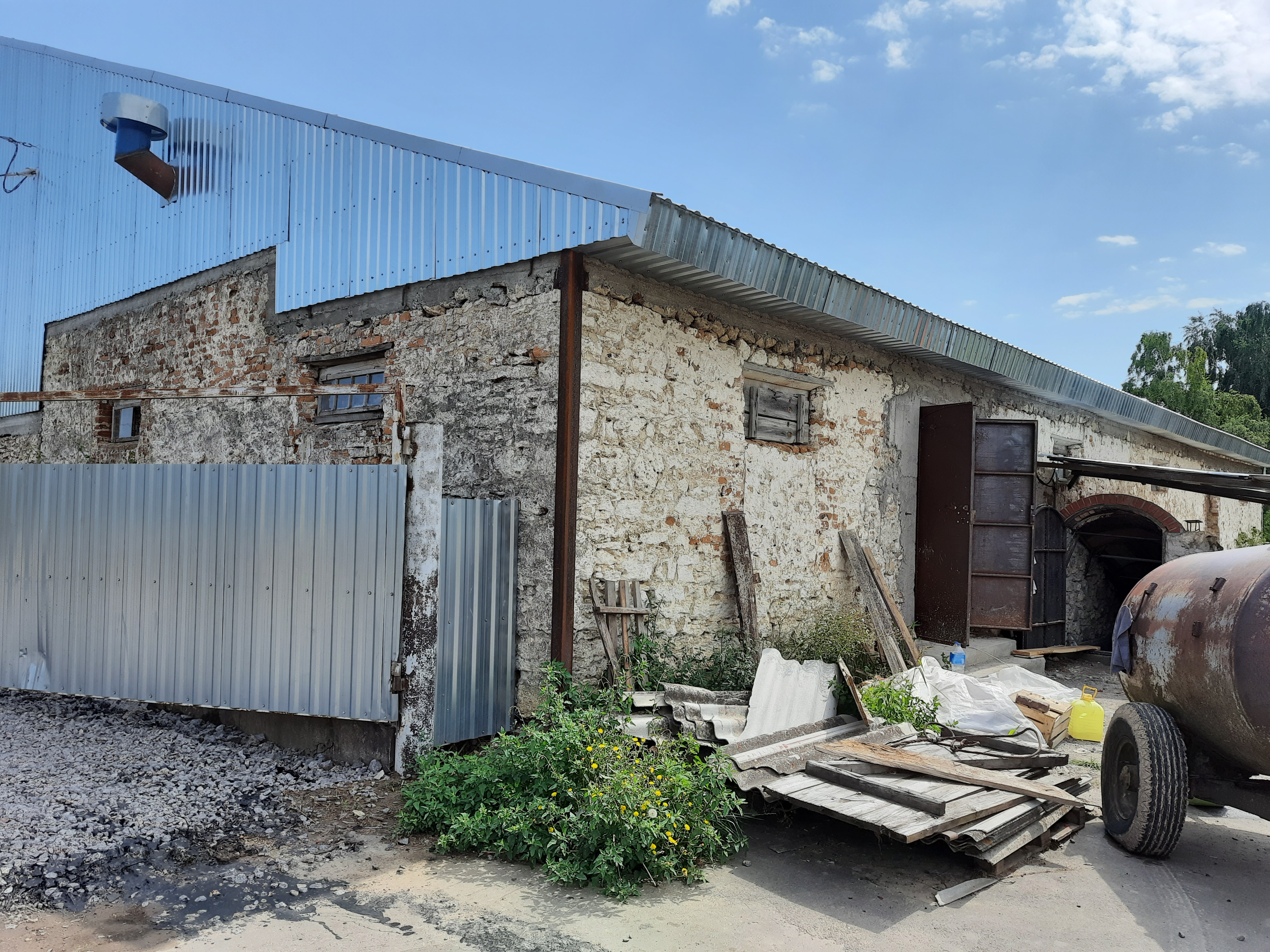
Будівля старої комори
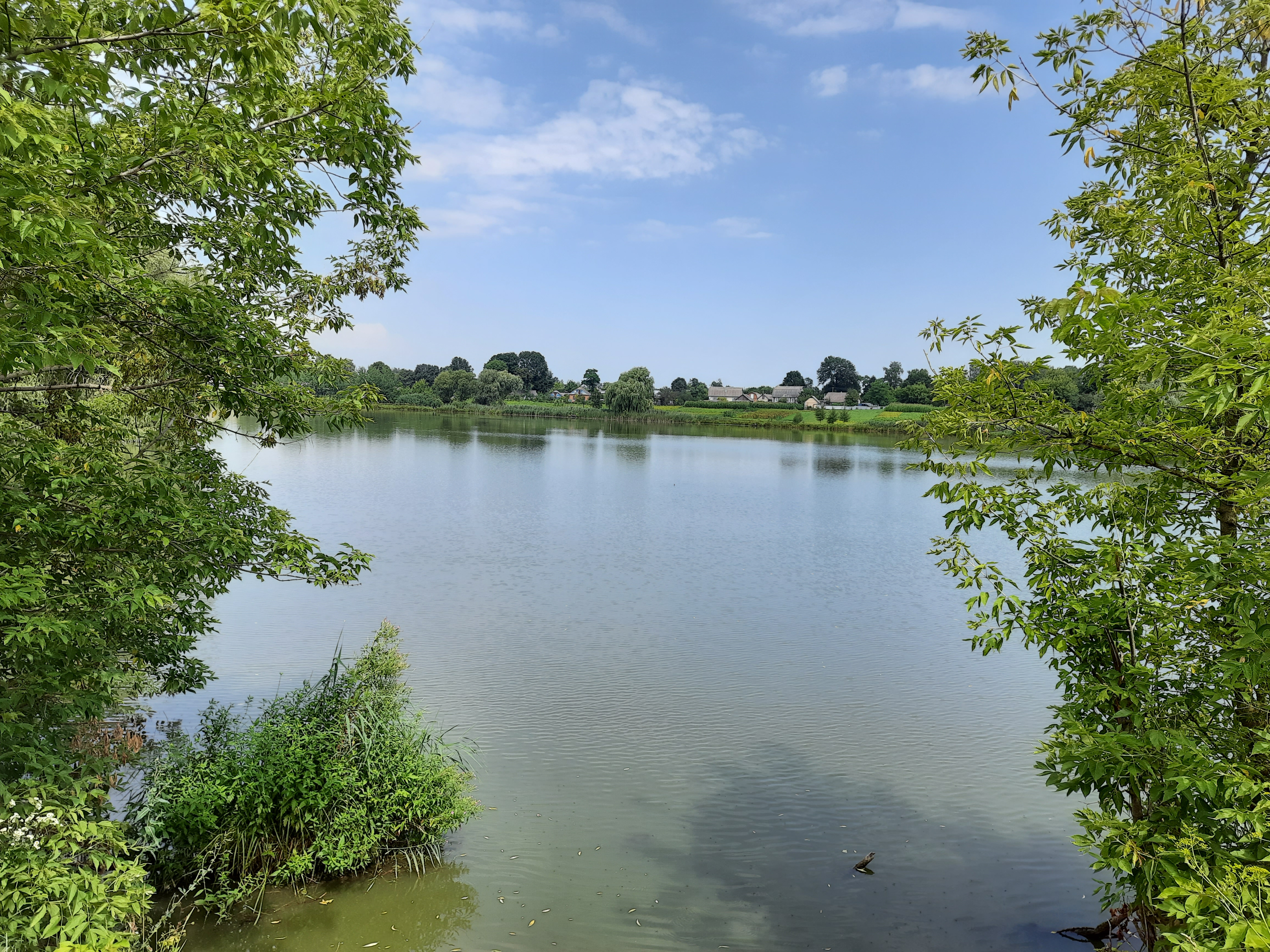
Ставок на річці Іква біля села